# Szenvedély

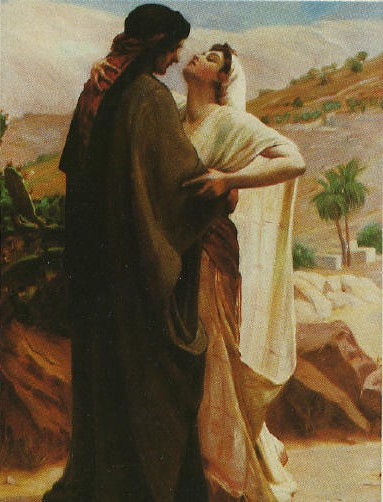
Frederick Goodall: Szenvedélyes találkozás

A szenvedély (görögül πάσχω "szenvedni, cselekedni"  és a késői latin (főleg keresztény  ) passio "szenvedély; szenvedés" (latinból pati "szenvedni"; tagszó : passus)) intenzív lelkesedés vagy kényszerítő vágy érzése valaki vagy valami iránt. A szenvedély lehet egy ötlet, javaslat vagy ügy iránti lelkes érdeklődés vagy rajongás; érdeklődés vagy tevékenység lelkes élvezete; vagy ember iránti erős vonzalom, izgalom vagy érzelem. Különösen a romantika vagy a szexuális vágy összefüggésében használják, bár általában mélyebb vagy átfogóbb érzelmet von maga után, mint amit a kéj kifejezés magában foglal.

## Érzelem
Az érzelem szokásos meghatározása: " Természetes ösztönös lelkiállapot, amely az ember körülményeiből, hangulatából vagy másokkal való kapcsolatokból fakad". Az érzelem, William James az érzelmeket "testi visszhangként írja le, mint például meglepetés, kíváncsiság, elragadtatás, félelem, düh, vágy, kapzsiság és hasonlók". Ezek mind olyan érzések, amelyek befolyásolják mentális érzékelésünket. Testünk ebbe az utóbbi állapotba kerül, amelyet az ember lelki vonzalma okoz. Ez az állapot olyan jeleket ad testünknek, amelyek testi kifejezéseket okoznak.
A filozófus, Robert Solomon kidolgozta saját elméletét és az érzelem definícióját. Véleménye szerint az érzelem nem testi állapot, hanem egyfajta bíró. "Szükséges, hogy az érzelmeinket ugyanúgy megválaszoljuk, mint a tetteinket"  Az érzelem és a racionális akaratunk kapcsolatát illetően Salamon úgy véli, hogy az emberek felelősek érzelmeikért. Az érzelmek racionálisak és céltudatosak, éppúgy, mint a cselekedetek. "Sokkal inkább érzelmet választunk, mint cselekvési módot."  A legújabb tanulmányok és a hagyományos vizsgálatok is az érzelmeket fiziológiai zavarnak tekintették. William James az érzelem ilyen tudatát nem választásnak, hanem fizikai eseménynek tekinti, nem pedig zavarnak. Ez egy olyan esemény, amely az ellenőrzésünkön kívül történik, és testünket csak ezek az érzelmek befolyásolják. Ezeket a cselekvéseket azon ösztönös állapot alapján állítjuk elő, amely felé ezek az érzések vezetnek.
Ez az érzelemfogalom a szenvedélyből származott. Az érzelmeket a szenvedélyen belül kategóriaként hozták létre.

## Értelem
Erős vágy valamire: Bármilyen kontextusban, ha valaki valamire vágyik, és ennek a vágynak van valami erős érzését, vagy érzelmét a szenvedély határozza meg. A szenvedélynek nincs határa, szenvedélyes valami határtalan dolog miatt néha veszélyes lehet. Melyik személy mindent elfelejt és teljesen elhatározza az adott dolgot - (Sanyukta)
Az olyan sztoikusok, mint Epictetus, hangsúlyozták, hogy "a legfontosabb és különösen sürgető tanulmányi terület az erősebb érzelmekkel ... szomorúságokkal, siránkozásokkal, irigységekkel ... szenvedélyekkel van összefüggésben, amelyek lehetetlenné teszik számunkra az érvekre hallgatást". A sztoikus hagyomány továbbra is Hamlet azon kérésének hátterében állt, hogy "Add nekem azt az embert, amely nem a szenvedély rabszolgája, és őt a szívemben viselem"  vagy Erasmus azon siránkozását, miszerint "a Jupiter sokkal több szenvedélyt adott, mint értelmet - kiszámíthatná az arányt 1:24-re ". Csak a romantikus mozgalommal érvényesült a nyugati hagyományban az ész iránti szenvedély valorizációja: "minél több szenvedély van, annál jobb a költészet".
Az érzelmi intelligenciára vonatkozó közelmúltbeli erőfeszítés a két erő szintézisének megtalálása volt, ami "az agy és az érzés közötti feszültség megértését fordítja a fejére: nem az a szándékunk, hogy megszüntessük az érzelmeket és helyretegyük az értelmet, ahogy az Erasmus szerint lenne, inkább megtaláljuk a kettő intelligens egyensúlyát ".

### "Descartes hibája"
Antonio Damasio megvizsgálta, mi következett be, amikor valami "megszakította a kapcsolatot az érzelmi agy alsó központjai ... és a neocortex gondolkodási képességei között". Megállapította, hogy bár "az érzelmek és érzések pusztítást okozhatnak az érvelés folyamatában ... az érzelem és az érzés hiánya nem kevésbé káros"; és "intuícióval szembemenő álláspontra vezették, amely szerint az érzések általában nélkülözhetetlenek a racionális döntésekhez". A szenvedélyek - zárta le - "beleszólhatnak abba, hogy az agy többi része és a megismerés miként járnak a dolgukkal. Hatásuk hatalmas ... [referenciakeretet biztosítva] - ellentétben Descartes hibájával ... a testetlen elme gondolata ".

## Házasságban
A dialektikában a házasságbeli szenvedély a nyugati társadalmakban a középkorra vezethető vissza.."A szenvedélyes szerelem a házasság ellenében jött létre" írja Denis de Roguemont. Stacey Oliker azt írja, hogy "miközben a puritanizmus alapot adott a házassági szerelem ideológiájának, azzal, hogy szerelmet vitt a házasságba", csak a tizennyolcadik századtól "cserélte a romantikus szerelem elképzelése a puritán antagonizmust a szenvedély és az értelem között" egy házassági összefüggésben. (Szent Pál is beszélt feleségünk szeretetéről az Efezus 5-ben..)

## Értelmi szenvedélyek
George Bernard Shaw "ragaszkodik ahhoz, hogy léteznek sokkal izgalmasabb szenvedélyek, mint a fizikai ..." intellektuális szenvedély, matematikai szenvedély, felfedezés és felfedezés iránti szenvedély: a szenvedélyek közül a leghatalmasabb ". Kortársa, Sigmund Freud a kettő, a fizikai és az intellektuális folytonossága (és nem kontrasztja) mellett érvelt, és méltatta, hogy " Leonardo energikusan szublimálta szexuális szenvedélyeit a független tudományos kutatás iránti szenvedélybe".

## Motivációként egy foglalkozásban
Különböző okok vannak az egyének motivációjára egy foglalkozásban . Ez magában foglalhatja a foglalkozás, egy cég vagy egy tevékenység iránti szenvedélyt. Amikor a kanadai menedzserek vagy szakemberek olyan szenvedélyesek a foglalkozásuk iránt, hajlamosak kevésbé megszállottan viselkedni munkájuk során, ami több munkát végeznek és nagyobb a munkával való elégedettség. Ugyanezeknek az embereknek magasabb a pszichológiai jólétük . Amikor az emberek valóban élvezik hivatásukat és szenvedélyük motiválja őket, általában elégedettebbek munkájukkal és pszichológiailag egészségesebbek.  Ha a vezetők vagy a szakemberek nem elégedettek szakmájukkal, általában elégedetlenek a családi kapcsolataikkal és pszichés szorongást is tapasztalnak. Egyéb okok, hogy az emberek elégedettebbek, ha foglalkozásuk iránti szenvedélyük motiválja őket, magukban foglalják a belső és külső motivációk hatásait. Amikor a kanadai menedzserek vagy szakemberek mások kielégítése érdekében végeznek munkát, általában alacsonyabb az elégedettségük és a pszichés egészségi állapotuk. Ugyanezek az egyének azt is megmutatták, hogy számos más emberrel kapcsolatos hiedelem és félelem motiválja őket.  Harmadszor, bár egyesek úgy vélik, hogy nem szabad extrém órákat dolgozni, sokan inkább azért szeretik, mert ennyire rajonganak a foglalkozás iránt. Másrészt ez megterhelheti a családi kapcsolatokat és a barátságokat is.  A kettő egyensúlyát nehéz elérni, és mindig nehéz kielégíteni mindkét felet. 

### Munkaélmény és belső nyomás
Különböző komponensek minősülnek okoknak, amelyek alapján az egyént munkamániásnak tekintik. Burke & Fiksenbaum Spence és Robbins (1992) munkájára hivatkozik azzal a három munkamániás alkotóelem közül kettővel, amelyek a munkamánia mérésére szolgálnak. Ide tartozik a belső nyomás és a munkahelyi élvezet miatt a munkába hajtás érzése. Mindkettő különböző módon befolyásolja az egyént, és mindegyiknek más a kimenetele. Először is, a munka élvezete pozitívabb munkaeredményeket hoz, és nincs összefüggésben az egészségügyi mutatókkal. A belső nyomás viszont negatívan kapcsolódik a munka kimeneteléhez, és negatívan kapcsolódik a pszichológiai egészség mércéihez. Burke és Fiksenbaum hivatkoznak Graves et al. (2006) a munkaélvezet és a belső nyomás vizsgálatakor. A munkaélvezetet és a belső nyomást teljesítményértékeléssel tesztelték. Az előbbi pozitívan kapcsolódott a teljesítményértékelésekhez, míg az utóbbi a munka élvezetének teljesítménynövelő aspektusait érintette. Burke & Fiksenbaum hivatkozik Virickre és Baruchra (2007), amikor elmagyarázzák, hogy ez a két munkamániás alkotóelem hogyan hat az élet elégedettségére . Nem meglepő, hogy a belső nyomás csökkentette az egyensúlyt a munka, az élet és az élet elégedettsége között, de növelte az emberek teljesítményét a foglalkozásuk során, míg a munkahelyi élvezet pozitív egyensúlyhoz vezetett a kettő között. Ismét, amikor a menedzserek és a szakemberek szenvedélyesen foglalkoznak foglalkozásukkal és sok órát vesznek igénybe, akkor aggódnak azon, hogy foglalkozásuk kielégíti-e a személyes kapcsolatokat, és ezután meg kell találni az egyensúlyt az egyén fontossági szintje szerint.

#### Motiváció és eredmények
A kutatók különböző korrelációs mintákat jeleznek e két komponens között. Ezek a minták előzményeket és következményeket tartalmaznak. A két komponens egyedülálló motivációt vagy orientációt kínál a munkavégzésre, ami a munkára és a jólétre gyakorolt hatásokat eredményezi. A belső nyomás akadályozza a teljesítményt, míg a munka élvezete simává teszi a teljesítményt. A munkamánia belső nyomásának olyan jellemzői vannak, mint a kitartás, a merevség, a perfekcionizmus és a megnövekedett munkahelyi stressz . Ez az összetevő is társítva van  azzal, hogy keményebben, nem okosabban dolgozik. Pozitívabb megjegyzés, hogy azoknak az egyéneknek, akik élvezik a munkájukat, több okból is magasabb lesz a teljesítményük. Ide tartozik a kreativitás, a kollégák iránti bizalom és a stressz csökkentése.

#### Jó és rossz munkamániások
Burke és Fiksenbaum Schaufelire, Tarisra és Bakkerre (2007) hivatkoznak, amikor különbséget tettek egy-egy jó munkamániás és rossz munkamániás között. A jó munkamániások magasabb pontszámot kapnak a munkára való elkötelezettség mértékén, a rossz munkamániások pedig a kiégés mértékén. Ők  is sugallják, hogy miért van ez - egyesek azért dolgoznak, mert elégedettek, elkötelezettek és kihívásokkal küzdenek, és bizonyítanak egy pontot. Másrészt az ellenkező fajta keményen dolgozik, mert rabja a munkának; úgy látják, hogy a foglalkozás hozzájárul az identitás és a cél megtalálásához.

#### Vágy egy foglalkozásban
A szenvedély és a vágy együtt jár, főleg motivációként. A Linstead & Brewis a Merriam-Websterre hivatkozva azt mondja, hogy a szenvedély "intenzív, hajtó vagy túlterhelő érzés vagy meggyőződés". Ez arra utal, hogy a szenvedély nagyon intenzív érzelem, de lehet pozitív vagy negatív is. Negatívan időnként kellemetlen lehet. Fájdalommal járhat, és rögeszmés formái vannak, amelyek elpusztíthatják az önmaga és még mások is. Egy olyan foglalkozás során, amikor az egyén nagyon szenvedélyesen tölti be munkáját, annyira beleborulhat a munkába, hogy fájdalmat okoz szeretteinek azáltal, hogy jobban a munkájára koncentrál, mintsem a barátságára és a kapcsolataira. Ez egy állandó egyensúlyharc, amelyet nehéz megvalósítani, és csak az egyén tudja eldönteni, hol húzódik ez a vonal. A szenvedély kapcsolódik a vágy fogalmához. Valójában elválaszthatatlanok, egy Platónhoz, Arisztotelészhez és Ágostonhoz kapcsolódó (többnyire nyugati) gondolkodásmód szerint. Ez a két fogalom arra készteti az egyéneket, hogy elérjenek valamit, vagy akár valakit. Mindkettő lehet kreatív vagy romboló, és ez a sötét oldal nagyon veszélyes lehet önmagára vagy másokra.

## A hobbik motivációjaként
A hobbik bizonyos szintű szenvedélyt igényelnek a hobbi folytatásához. Énekesek, sportolók, táncosok, művészek és még sokan mások szenvedélyként írják le hobbijuk iránti érzelmeiket. Bár ez lehet az az érzelem, amit éreznek, a szenvedély motivációként szolgál számukra hobbi folytatásához. A közelmúltban volt egy modell, amely elmagyarázza a szenvedély különböző típusait, amelyek hozzájárulnak egy tevékenység folytatásához.

### Dualista modell
Kutatók szerint, akik ezt a modellt kipróbálták: "A dualista modell, amelyben a szenvedély meghatározása egy erős hajlandóság vagy vágy egy önmeghatározó tevékenység felé, amelyet szeret (vagy akár szeret), amelyet fontosnak talál (magas érték), és melyik fektet be időt és energiát. "  A javaslat szerint kétféle szenvedély létezik. A szenvedély első típusa a harmonikus szenvedély.
"A harmonikus szenvedély erős vágyat jelent arra a tevékenységre, amely az adott személy ellenőrzése alatt marad."  Ez többnyire akkor érhető el, ha a személy tevékenységét identitásának részeként tekinti. Továbbá, ha egy tevékenység része a személy identitásának, akkor a motiváció a hobbi folytatására még erősebb. Az ezzel a szenvedéllyel elért harmónia akkor jön létre, amikor az illető képes mind a szabadidős tevékenységre, mind a hobbi leállítására. Nem annyira van így, hogy az illető kénytelen folytatni ezt a hobbit, de saját akaratából képes foglalkozni vele. Például, ha egy lány szeret röplabdázni, de másnapra van egy projektje, és barátai játékra hívják, akkor szabad akarata alapján képesnek kell lennie arra, hogy "nem" -et mondjon.
A dualista modell második fajta szenvedélye a rögeszmés szenvedély. A harmonikus szenvedély ellentéte. Ez a típus nagyon vágyik arra, hogy részt vegyen a tevékenységben, de ez nem a személy saját ellenőrzése alatt áll, és kénytelen foglalkozni a hobbival. Ez a fajta szenvedély negatív hatást gyakorol az emberre, ahol úgy érezheti, hogy hobbijával kell foglalkoznia például az interperszonális kapcsolatok folytatásához vagy a tömeghez való "illeszkedéshez". A fenti példa megváltoztatására: ha a lány rögeszmésen rajong a röplabda iránt, és felkérik, hogy játsszon a barátaival, akkor valószínűleg "igent" mond, annak ellenére, hogy másnapra be kell fejeznie a projektjét.

#### Belső motiváció
Mivel a szenvedély egyfajta motiváció lehet a hobbikban, a belső motiváció értékelése megfelelő. A belső motiváció segít meghatározni az ilyen típusú szenvedélyeket. A szenvedély természetesen segíti azokat az igényeket vagy vágyakat, amelyek egy adott cselekvésre vagy viselkedésre ösztönzik az embert. Bizonyos képességek és hobbik korán fejleszthetők, és a veleszületett motiváció szintén korai életre kel. Bár valaki tudhatja, hogyan kell hobbival foglalkozni, ez nem feltétlenül jelenti azt, hogy motivált lenne rá. Christine Robinson azt állítja cikkében, hogy "... a veleszületett motiváció ismerete segíthet a cselekvés a teljesség felé irányításában."  Az elégedettség és a megelégedettség érzése felépíti a hobbi iránti szenvedélyt, hogy kiteljesítse az ember boldogságát.

## Kitalált példák
Margaret Drabble Az arany birodalma című filmben a hős több száz kilométert repül, hogy újra összeálljon a hősnővel, és csak 24 órával késik le. - hagyva a bámészkodókat "azon tűnődve, milyen nagy szenvedély hozhatta el őt eddig ... quixotikus pillantás róla, zaklatott kétségbeesés"  Amikor a pár végül egyesül, a hősnő nincs túlságosan lenyűgözve. " Ha engem kérdezel, nagyon gyerekes gesztus volt. Most nem vagy huszonegy, tudod ". "Nem, én tudom. Ez volt az utolsó kirepülésem " 
Alberto Moravia 1934- ben a forradalmi kettős ügynök szembesülve az elárult lánnyal "erőszakos vágy fogta el ... soha nem vette le a tekintetét keblemről. . . Úgy gondolom, hogy a mellem végén lévő két sötét folt elegendő volt ahhoz, hogy elfeledtesse vele a cárizmust, a forradalmat, a politikai hitet, az ideológiát és az árulást ".

## Lábjegyzetek
1. ↑  3958. paschó. Strong's Concordance. [2017. július 18-i dátummal az eredetiből archiválva]. (Hozzáférés: 2017. december 15.)
2. ↑  Definition of passion. Oxford English Dictionary. [2017. május 4-i dátummal az eredetiből archiválva]. (Hozzáférés: 2017. december 15.)
3. ↑  The definition of emotion
4. ↑  James: What is an Emotion?, 2016. január 11.
5. ↑  Dixon, Thomas. From Passions to Emotions: The Creation of a Secular Psychological Category (angol nyelven). Cambridge University Press (2003. június 5.). ISBN 9781139436977
6. ↑  Solomon (1973). „Emotions and Choice”. The Review of Metaphysics 27 (1), 20–41. o. ISSN 0034-6632.
7. ↑  W. A. Oldfield trans., Epitectus: The Discourses Vol II (london 1978) p. 23
8. ↑  Harold Jenkins ed., Hamlet (London 1995) p. 292
9. ↑  Quoted in Goleman, p. 9
10. ↑  John Dennis, in M. H. Abrams, The Mirror and the Lamp (Oxford 1953) p. 75
11. ↑  Goleman, p. 28-9
12. ↑  Goleman, p. 53
13. ↑  Antonio R. Damasio, Descartes' Error (London 1996) p. xiv
14. ↑  Goleman, p. 28
15. ↑  Damasio, p. 160 and p. 250
16. ↑  Stanley Weintraub, Shaw's People (1996) p. 172
17. ↑  Peter Gay, Freud: A Life for Our Time (London 1989) p. 272
18. ↑  Burke (2009. május 1.). „Work Motivations, Satisfactions, and Health Among Managers: Passion Versus Addiction”. Cross-Cultural Research 43, 349–365. o.
19. ↑  Burke (2009. május 1.). „Work Motivations, Satisfactions, and Health Among Managers: Passion Versus Addiction”. Cross-Cultural Research 43, 349–365. o. DOI:10.1177/1069397109336990. „Data were collected from 530 Canadian managers and professionals, MBA graduates of a single university, using anonymously completed questionnaires.”
20. 1 2 3  Burke (2009. május 1.). „Work Motivations, Satisfactions, and Health Among Managers: Passion Versus Addiction”. Cross-Cultural Research 43, 349–365. o. DOI:10.1177/1069397109336990. „Data were collected from 530 Canadian managers and professionals, MBA graduates of a single university, using anonymously completed questionnaires.”
21. ↑  
Linstead (2007). „Passion, Knowledge and Motivation: Ontolgies of Desire”. Organization 14 (3), 351–371. o. DOI:10.1177/1350508407076149.
22. ↑  Phillipe (2010). „Passion for an activity and quality of interpersonal relationships: The mediating role of emotions.”. Journal of Personality and Social Psychology 98 (6), 917–932. o. DOI:10.1037/a0018017. PMID 20515247.
23. ↑  Phillipe (2010). „Passion for an activity and quality of interpersonal relationships: The mediating role of emotions.”. Journal of Personality and Social Psychology 98 (6), 917–932. o. DOI:10.1037/a0018017. PMID 20515247.
24. ↑  Robinson (2010). „The Keys to Turbo-Charging Intrinsic Motivation”. Journal for Quality & Participation 33 (3), 4–8. o.
25. ↑  Margaret Drabble, The Realms of Gold(Penguin 1977) p. 296
26. ↑  Drabble, p. 334
27. ↑  Alberto Moravia, 1934 (London 1983) p. 128-9

## Fordítás
- Ez a szócikk részben vagy egészben  a   Passion (emotion) című angol Wikipédia-szócikk ezen változatának fordításán alapul.  Az eredeti cikk szerkesztőit annak laptörténete sorolja fel. Ez a jelzés csupán a megfogalmazás eredetét és a szerzői jogokat jelzi, nem szolgál a cikkben szereplő információk forrásmegjelöléseként.

## További irodalom
- René Descartes, A lélek szenvedélyei, J. Cottingham et al. szerk., Descartes I. filozófiai írásai (Cambridge 1985)